# Campo Bom
Campo Bom egy község (município) Brazíliában, Rio Grande do Sul államban, Porto Alegre metropolisz-övezetében (Região Metropolitana de Porto Alegre, RMPA). 2021-ben a község népességét 69 981 főre becsülték. Egy 2018-as felmérés szerint az állam harmadik legfejlettebb községe.

## Története
A régi időkben coroado és minuano indiánok éltek a környéken. Az európai gyarmatosítás 1814-ben kezdődött, mikor Antônio Borges de Almeida Leães és Maria Angélica Velles királyi földadományokat (sesmarias) kaptak a Rio dos Sinos mentén, a községközpont jelenlegi helyén. Abban az időben a hely a hajcsárok által használt átjáró volt a Campos de Cima da Serra füves fennsíkja és Porto Alegre között; a település nevét (campo bom = jó mező) is nekik tulajdonítják.
1825-ben 26 evangélikus német család telepedett le, akik egy évvel korábban érkeztek São Leopoldoba, a német gyarmatosítás első fázisában. 1826-ban temetőt, 1828-ban kápolnát építettek, amely Dél-Brazília legelső evangélikus kápolnája volt, továbbá itt alakult meg Dél-Brazília legelső evangélikus iskolája. A telepesek részt vettek a farroupilha-felkelésben. 1852-ben megindult a gőzhajózás Porto Alegre városa felé, a 19. század második felében pedig műhelyek (cserző, fazekas), vállalatok, cipőgyár (1890) alakult. 1903-ban elérte a Canela irányába épülő vasút, amely alapvető fontosságú volt a helyi gazdaság fellendülésében.
1926-ban kisvárossá (vila), 1928-ban pedig São Leopoldo kerületévé nyilvánították. Az agrártelepülésen városi struktúra kezdett kialakulni, megjelent az értelmiség. 1933-ban távolsági buszjárat indult, új gyárak alakultak, 1935-ben mozi és vasútállomás épült, 1947-ben pedig kórház. A század közepén kezdődött az urbanizációs szakasz, megerősödött az ipar, a lakosság jelentősen nőtt, az utcákat lekövezték; a társadalmi-gazdasági fejlődés eredményeként pedig Campo Bom 1959-ben függetlenedett és önálló községgé alakult. 1967-ben Campo Bom lett Brazília első cipőexportáló városa, 1977-ben pedig itt épült meg Latin-Amerika legelső kerékpárútja. 2004-ben épült meg az Irmãos Vetter tér, 2008-ban pedig a Centro de Educação Integrada (CEI), amely egy modern iskola mellett egy kulturális komplexumot is magában foglal.

## Leírása
Székhelye Campo Bom, további kerületei nincsenek. A Rio dos Sinos völgyében, Porto Alegretől 50 kilométerre helyezkedik el; a község átlagos tengerszint feletti magassága 20 méter. Éghajlata szubtrópusi, az évi átlaghőmérséklet 19,5 ºC.
Kis területe ellenére figyelemre méltó vállalkozói potenciállal és fejlett iparral rendelkezik, ezért „a völgy kis óriásának” (Pequeno Gigante do Vale) is nevezik. A termelést a lábbeliipar, járműipar, vegyipar, tégla- és cserépgyártás, kohászat képviseli. Itt épült meg a Vale do Sinos technológiai park. Ezen felül a város vidéki eredetét is őrzi, jelen van a mezőgazdaság, és a 21. század elején Rio Grande do Sul legnagyobb zöldségpalánta-termesztője (évente mintegy 80 millió palántát termelnek üvegházakban). A község kitűnik az életminőség, az oktatás, a közösségi élet terén is. Egy 2018-as felmérés szerint a társadalmi-gazdasági fejlettségi indexek tekintetében az állam harmadik legfejlettebb községe (Vale Real és Lajeado után), országos szinten pedig a 36. helyen van.